# Юксель, Луи-Шалон дю Бле
Луи-Шалон дю Бле (фр. Louis-Chalon du Blé; 25 декабря 1619, Шалон-сюр-Сон — 13 августа 1658, под Гравелином), маркиз д'Юксель (Huxelles) — французский генерал.

## Биография
Сын Жака дю Бле, маркиза д'Юкселя, и Клод Фелиппо.
Граф де Бюсси и де Тенар, сеньор де Комартен. Родился в цитадели Шалон-сюр-Сона, губернатором которого был его отец, в Рождество 1619 года. Его восприемниками при крещении были мэр и эшевены города.
После смерти Жака дю Бле горожане выбрали капитаном и губернатором Шалона его сына и добились его утверждения в должности. 25 ноября 1629 в Париже он был назначен генеральным наместником Бургундского губернаторства в Шалонском департаменте и губернатором города и цитадели Шалона. Принёс присягу 16 января 1630 и был зарегистрирован Дижонским парламентом 15 июня 1630. 21 февраля 1634 Луи-Шалон принёс присягу горожанам.
В 1637 году поступил добровольцем в армию и участвовал во взятии Ландреси и Ла-Капели.
15 ноября 1638, после смерти сеньора де Буайона, получил ставший вакантным пехотный полк, названный его именем (позднее королевы), которым командовал до конца жизни.
В 1639 году командовал полком при взятии Мортанжа и замка Муайон в Лотарингии, в 1641-м в битве при Ла-Марфе, в 1642-м при осаде и взятии Мусона и в битве при Лериде.
Кампмаршал (18.06.1643), в том году участвовал в осадах Фликса, Мирабеля и мыса Кьер, в следующем году снова сражался под Леридой.
В 1645 году под командованием Месье отличился при завоевании Мардика, Лиллера, Ла-Мот-о-Буа, Армантьера, Варнетона, Коммина, Маршьена, Понт-а-Вандена, Ланса, Орши, Слёйса и Арлё.
В 1646 году служил в войсках принца Томаса, участвовал в осаде Орбителло и взятии Пьомбино и Порто-Лонгоне в Области Президий. В следующем году продолжал службу в Италии, а в 1648-м вернулся во Фландрскую армию, содействовал взятию Ипра, победе при Лансе и отвоеванию Фюрна.
Во время Фронды в 1649 году был в составе армии, блокировавшей Париж и взявшей Шарантон, затем присоединился к графу д'Аркуру в Нидерландах, участвовал в разгроме лотарингцев под Валансьеном, осаде Камбре и взятии Конде.
Генерал-лейтенант (30.01.1650), служил в Бургундской армии герцога Вандомского, оттуда 23 мая был переведён в Итальянскую армию принца Томаса, не совершавшую экспедиций в том году.
1 июня 1651 был назначен во Фландрскую армию маршала Омона, внёс вклад в оказание помощи Вервену, атакованному герцогом Вюртембергским. Приказом от 16 сентября был возвращён в Бургундию, где под началом герцога д'Эпернона приводил в порядок войска. Патентом от 25 ноября Юкселю был обещан орден Святого Духа, который он так и не получил.
В 1652 году под командованием Тюренна сражался в боях под Этампом и в Сент-Антуанском предместье.
25 января 1653 набрал кавалерийский полк; в том же году руководил осадой Бельгарда, в ходе которой овладел прикрытым путем и отразил вылазки осаждённых. Крепость капитулировала 8 июля и маркиз её срыл, чтобы оставить свободной переправу через Сону.
В 1654 году сложил командование кавалерийским полком, участвовал в осаде и взятии Стене, помощи осажденному Аррасу и разгроме испанцев под его стенами. В следующем году участвовал в осадах и взятии Ландреси, Конде и Сен-Гилена.
6 июня 1656 получил приказ возглавить армию на люксембургской границе в отсутствие маршала Лаферте. В том же году был при разгроме французов под Валансьеном и снятии испанской осады Сен-Гилена. В 1657 году участвовал во взятии Монмеди.
В 1658 году сражался в битве на Дюнах и участвовал во взятии Дюнкерка. В ночь с 8-го на 9-е августа командовал атакой при осаде Гравелина и вскоре умер в осадном лагере от ранения, полученного в этом бою. По словам отца Ансельма, маркиз д'Юксель получил патент на чин маршала Франции, но умер до появления вакансии, к великому сожалению всей армии. Был погребён в Шалоне в церкви миноритов.

## Семья
1-я жена (контракт 7.02.1644): Габриель де Лагранж, единственная дочь Анри-Антуана де Лагранжа, сеньора де Монтиньи. Умерла вскоре после свадьбы
2-я жена (контракт 26.10.1645): Мари де Байёль (1626—29.04.1712), дочь Никола де Байёля, барона де Шатогонтье, королевского советника, министра, президента Парижского парламента, сюринтенданта финансов, и Элизабет-Мари Малье дю Уссе, вдова Франсуа де Бришанто, маркиза де Нанжи
Дети:
- Луи-Шалон (29.08.1648—08.1669), маркиз д'Юксель. Был назначен мэром и эшевенами Шалона наследником всех должностей его отца. Умер при обороне Кандии. Был холост
- Никола-Шалон (24.01.1652—10.04.1730), маркиз д'Юксель, маршал Франции